# Campeonato Europeu de Atletismo em Pista Coberta de 2023 - 800 m feminino
A prova dos 800 metros feminino do Campeonato Europeu de Atletismo em Pista Coberta de 2023 foi disputada entre os dias 2 a 5 de março  de 2023 na Ataköy Athletics Arena, em Istambul, na Turquia.

## Recordes
Antes desta competição, os recordes mundiais e do campeonato nesta prova eram os seguintes:
|                       | Nome           | Nacionalidade | Tempo     | Local | Data               |
| --------------------- | -------------- | ------------- | --------- | ----- | ------------------ |
| Recorde mundial       | Jolanda Čeplak | Eslovênia     | 1m 55s 82 | Viena | 3 de março de 2002 |
| Recorde do campeonato | Jolanda Čeplak | Eslovênia     | 1m 55s 82 | Viena | 3 de março de 2002 |
| Recorde europeu       | Jolanda Čeplak | Eslovênia     | 1m 55s 82 | Viena | 3 de março de 2002 |

## Medalhistas
| Ouro                   | Prata              | Bronze                 |
| Keely Hodgkinson (GBR) | Anita Horvat (SLO) | Agnès Raharolahy (FRA) |

## Cronograma
Todos os horários são locais (UTC +3).
| Data       | Hora  | Evento    |
| ---------- | ----- | --------- |
| 2 de março | 19:40 | Bateria   |
| 4 de março | 19:15 | Semifinal |
| 5 de março | 20:35 | Final     |

## Resultados

### Bateria
Qualificação: 2 atletas de cada bateria (Q) mais os 2 melhores qualificados (q).
| Posição | Bateria | Atleta                 | Nacionalidade | Tempo   | Notas                |
| ------- | ------- | ---------------------- | ------------- | ------- | -------------------- |
| 1       | 3       | Keely Hodgkinson       | Grã-Bretanha  | 2:01.67 | Q                    |
| 2       | 3       | Majtie Kolberg         | Alemanha      | 2:01.94 | Q,                   |
| 3       | 3       | Eloisa Coiro           | Itália        | 2:02.19 | q                    |
| 4       | 2       | Anita Horvat           | Eslovênia     | 2:03.06 | Q                    |
| 5       | 1       | Isabelle Boffey        | Grã-Bretanha  | 2:03.24 | Q                    |
| 6       | 2       | Gabriela Gajanová      | Eslováquia    | 2:03.25 | Q                    |
| 7       | 1       | Bianka Kéri            | Hungria       | 2:03.26 | Q                    |
| 8       | 2       | Lore Hoffmann          | Suíça         | 2:03.34 | q                    |
| 9       | 3       | Hedda Hynne            | Noruega       | 2:03.34 | Recorde da temporada |
| 10      | 1       | Annemarie Nissen       | Dinamarca     | 2:03.70 | Recorde pessoal      |
| 11      | 3       | Valentina Rosamilia    | Suíça         | 2:04.14 |                      |
| 12      | 2       | Daniela García         | Espanha       | 2:04.20 |                      |
| 13      | 5       | Agnès Raharolahy       | França        | 2:04.56 | Q                    |
| 14      | 5       | Lorea Ibarzabal        | Espanha       | 2:04.63 | Q                    |
| 15      | 1       | Charlotte Pizzo        | França        | 2:04.89 |                      |
| 16      | 5       | Elena Bellò            | Itália        | 2:05.06 |                      |
| 17      | 5       | Veronika Sadek         | Eslovênia     | 2:05.32 |                      |
| 18      | 5       | Angelika Sarna         | Polónia       | 2:05.50 |                      |
| 19      | 4       | Audrey Werro           | Suíça         | 2:05.60 | Q                    |
| 20      | 4       | Léna Kandissounon      | França        | 2:05.80 | Q                    |
| 21      | 4       | Margarita Koczanowa    | Polónia       | 2:06.00 |                      |
| 22      | 5       | Julia Nielsen          | Suécia        | 2:06.33 |                      |
| 23      | 4       | Wilma Nielsen          | Suécia        | 2:06.79 |                      |
| 24      | 1       | Jerneja Smonkar        | Eslovênia     | 2:06.94 |                      |
| 25      | 4       | Patrícia Silva         | Portugal      | 2:07.58 |                      |
| 26      | 4       | Tuğba Toptaş           | Turquia       | 2:08.14 |                      |
| 27      | 2       | Cristina Daniela Balan | Roménia       | 2:08.92 |                      |
| 28      | 2       | Malin Ingeborg Nyfors  | Noruega       | 2:14.93 |                      |

### Semifinal
Qualificação: 3 atletas de cada bateria (Q) mais os 2 melhores qualificados (q).
| Posição | Bateria | Atleta            | Nacionalidade | Tempo   | Notas            |
| ------- | ------- | ----------------- | ------------- | ------- | ---------------- |
| 1       | 1       | Keely Hodgkinson  | Grã-Bretanha  | 2:00.05 | Q                |
| 2       | 1       | Audrey Werro      | Suíça         | 2:01.19 | Q                |
| 3       | 1       | Lorea Ibarzabal   | Espanha       | 2:01.25 | Q                |
| 4       | 1       | Agnès Raharolahy  | França        | 2:01.31 | q                |
| 5       | 1       | Majtie Kolberg    | Alemanha      | 2:01.49 | q,               |
| 6       | 1       | Gabriela Gajanová | Eslováquia    | 2:01.70 | Recorde nacional |
| 7       | 2       | Anita Horvat      | Eslovênia     | 2:03.11 | Q                |
| 8       | 2       | Lore Hoffmann     | Suíça         | 2:03.19 | Q                |
| 9       | 2       | Eloisa Coiro      | Itália        | 2:03.31 | Q                |
| 10      | 2       | Bianka Kéri       | Hungria       | 2:03.36 |                  |
| 11      | 2       | Léna Kandissounon | França        | 2:03.58 |                  |
| 12      | 2       | Isabelle Boffey   | Grã-Bretanha  | 2:03.94 |                  |

### Final
A final aconteceu às 20:35 no dia 5 de março de 2023.
| Posição           | Raia | Atleta           | Nacionalidade | Tempo   | Notas           |
| ----------------- | ---- | ---------------- | ------------- | ------- | --------------- |
| Medalha de ouro   | 6    | Keely Hodgkinson | Grã-Bretanha  | 1:58.66 |                 |
| Medalha de prata  | 5    | Anita Horvat     | Eslovênia     | 2:00.54 |                 |
| Medalha de bronze | 1    | Agnès Raharolahy | França        | 2:00.85 |                 |
| 4                 | 3    | Lorea Ibarzabal  | Espanha       | 2:00.87 | Recorde pessoal |
| 5                 | 4    | Audrey Werro     | Suíça         | 2:00.91 |                 |
| 6                 | 3    | Lore Hoffmann    | Suíça         | 2:01.22 | Recorde pessoal |
| 7                 | 2    | Eloisa Coiro     | Itália        | 2:02.80 |                 |
| 8                 | 2    | Majtie Kolberg   | Alemanha      | 2:03.65 |                 |

Legenda
| Recorde mundial       | Recorde mundial (World record)               |                       | Recorde africano                      | Recorde africano (African) |                                           | Q | Classificado por posição (Qualified) |
| Recorde do campeonato | Recorde do campeonato (Championship record)  | Recorde da América    | Recorde da América (Americas)         | q                          | Classificado por melhor tempo (Qualified) |   |                                      |
| Melhor marca do ano   | Melhor marca do ano (World leading)          | Recorde asiático      | Recorde asiático (Asian)              | DNS                        | Não largou (Did not start)                |   |                                      |
| Recorde nacional      | Recorde nacional (National record)           | Recorde europeu       | Recorde europeu (European)            | DNF                        | Não terminou (Did not finish)             |   |                                      |
| Recorde pessoal       | Recorde pessoal do atleta (Personal best)    | Recorde da Oceania    | Recorde da Oceania (Oceania)          | DSQ / DQ                   | Desclassificado (Disqualified)            |   |                                      |
| Recorde da temporada  | Recorde da temporada do atleta (Season best) | Recorde sul-americano | Recorde sul-americano (South America) | NM                         | Sem marca (No mark)                       |   |                                      |